# 塞氏裸頂脂鯉
塞氏裸頂脂鯉，為輻鰭魚綱脂鯉目脂鯉亞目脂鯉科的其中一個種。分布於南美洲亞馬遜河上游、奧里諾科河等流域，體長可達5公分，棲息在底中層水域，生活習性不明，可做為觀賞魚。